# Wyrok TSUE z 20 marca 2014, C-639/11
Wyrok Trybunału Sprawiedliwości Unii Europejskiej z dnia 20 marca 2014 r., sygn. C-639/11, Komisja przeciwko Polsce – wyrok Trybunału Sprawiedliwości Unii Europejskiej w sprawie mającej za przedmiot skargę o stwierdzenie na podstawie art. 258 TFUE uchybienia zobowiązaniom państwa członkowskiego UE. Trybunał orzekł, że wprowadzając zakaz rejestracji aut z kierownicą po prawej stronie Polska złamała dwie europejskie dyrektywy.
Sprawa znana jest także jako „sprawa Grzegorza Dorobka” od nazwiska jednego ze skarżących, których skargi zostały zaakceptowane przez Komisję Europejską jako podstawa powołania Komisji do wniesienia sprawy przeciwko Rzeczypospolitej Polskiej.

## Geneza
W 2008 roku Grzegorz Dorobek nabył samochód pochodzący z Wielkiej Brytanii z kierownicą umieszczoną po prawej stronie. Chciał go zarejestrować w Polsce, ale spotkał się z odmową starosty powiatowego z Końskich (województwo świętokrzyskie), w związku z negatywnym wynikiem badań technicznych, w których wskazano na niewłaściwe umiejscowienie układu kierowniczego. Takie samo stanowisko podtrzymało samorządowe kolegium odwoławcze oraz wojewódzki sąd administracyjny w Kielcach. Grzegorz Dorobek złożył także skargę kasacyjną do Naczelnego Sądu Administracyjnego, który w 2010 r. uznał jego skargę za nieuzasadnioną. Naczelny Sąd Administracyjny stwierdził wtedy, że właściwy minister może jedynie w indywidualnych wypadkach zezwolić na „odstępstwo od warunków technicznych, jakim powinny odpowiadać pojazdy. Może to jednak nastąpić tylko w uzasadnionych wypadkach indywidualnych, ale nie może mieć charakteru generalnego.” Po wyczerpaniu krajowej drogi sądowej Grzegorz Dorobek postanowił zaskarżyć decyzję Naczelnego Sądu Administracyjnego do Komisji Europejskiej, która pozwała Polskę do Trybunału Sprawiedliwości Unii Europejskiej w Luksemburgu.

## Postępowanie przed instytucjami Unii Europejskiej
Postępowanie toczące się w Unii Europejskiej przez okres ponad 4 lat rozpoczęło się w październiku 2009 roku, gdy Komisja Europejska wystosowała do Rządu Rzeczypospolitej Polskiej pismo dotyczące naruszenia jego obowiązków wynikających z dyrektyw: 70/311 / EWG w sprawie zbliżenia ustawodawstw państw członkowskich odnoszących się do układów kierowniczych pojazdów silnikowych i ich przyczep oraz 2007/46 / WE – ustanawiającej ramy dla homologacji pojazdów silnikowych i ich przyczep oraz układów, części i oddzielnych zespołów technicznych przeznaczonych do tych pojazdów. 8 grudnia 2009 w odpowiedzi na pismo Rzeczpospolita Polska zakwestionowała zasadność zarzutów sformułowanych przez Komisję. We wrześniu 2010 r. Komisja Europejska postanowiła wezwać Polskę do usunięcia przeszkód w rejestrowaniu pojazdów przystosowanych do ruchu lewostronnego. We wniosku, który przyjął postać uzasadnionej opinii wskazano, że Komisja będzie czekać dwa miesiące na naprawienie braków w prawie polskim, po czym przekaże sprawę do Europejskiego Trybunału Sprawiedliwości w Luksemburgu. W związku z niepoinformowaniem Komisji o podjęciu środków przez stronę polską, mających na celu wywiązanie się z obowiązków wynikających z unijnego prawodawstwa, 29 września 2011 Komisja Europejska postanowiła skierować sprawę przeciwko Polsce do Europejskiego Trybunału Sprawiedliwości w związku z utrzymywaniem przeszkód w rejestrowaniu w Polsce pojazdów przystosowanych do ruchu lewostronnego. 
„Komisja uważa, że jeśli pojazd silnikowy spełnia wymogi homologacji typu UE, można nim bezpiecznie jeździć we wszystkich państwach członkowskich bez względu na to, czy jest przystosowany do ruchu prawo- czy lewostronnego. Jeżeli chodzi o nowe samochody, Komisja jest zdania, iż przeszkody w rejestrowaniu pojazdów przystosowanych do ruchu lewostronnego naruszają przepisy dyrektywy 70/311/EWG dotyczącej homologacji typu układów kierowniczych oraz dyrektywy ramowej 2007/46/WE dotyczącej homologacji typu WE pojazdów silnikowych. Co do samochodów używanych, Komisja uważa, że Polska narusza unijne przepisy w zakresie swobodnego przepływu towarów (art. 34 Traktatu o funkcjonowaniu Unii Europejskiej)”.
Postanowieniem z 8 czerwca 2012 Republika Litewska została dopuszczona do sprawy C‑639/11 w charakterze interwenienta na poparcie żądań Rzeczypospolitej Polskiej. 7 listopada 2013 została przedstawiona opinia przez Rzecznika Generalnego Niila Jääskinena, a wyrok Trybunału zapadł 20 marca 2014 roku.

## Wyrok
W wyroku z 20 marca 2014 roku Trybunał Sprawiedliwości Unii Europejskiej orzekł, że Polska, wprowadzając zakaz rejestracji pojazdów z kierownicą umieszczoną po stronie prawej, złamała postanowienia dwóch europejskich dyrektyw. Trybunał stwierdził, że pozycja miejsca kierowcy w sposób ścisły związana z układem kierowniczym pojazdu jest objęta harmonizacją ustanowioną na mocy dyrektyw 2007/46 i 70/311, w związku z czym państwa członkowskie nie mogą wymagać dla celów rejestracji na ich terytorium nowego pojazdu, aby ze względów bezpieczeństwa przenieść miejsce kierowcy owego pojazdu na stronę przeciwną do kierunku ruchu drogowego. W odniesieniu do pojazdów osobowych uprzednio zarejestrowanych w innym państwie członkowskim, Trybunał orzekł, że sporne regulacje stanowią środki o skutku równoważnym z ograniczeniami ilościowymi w przywozie, w jakim uniemożliwia dostęp do rynku polskiego pojazdom wyposażonym w miejsce kierowcy z prawej strony, które są legalnie produkowane i rejestrowane w innych państwach członkowskich. Trybunał wskazał również na istnienie środków w mniejszym stopniu ograniczających swobodę przepływu towarów, jak i mogących przyczynić się do zwiększenia bezpieczeństwa pojazdów w ruchu lądowym.
Trybunał w szczególności podkreślił, że państwa członkowskie UE dysponują w tym względzie zakresem uznania dla celów ustanowienia środków, nadających się do tego, by zgodnie z aktualną wiedzą techniczną zapewnić kierowcy pojazdu, w którym kierownica jest umieszczona z tej samej strony co kierunek ruchu drogowego, wystarczającą widoczność zarówno do tyłu, jak i do przodu. W opinii Trybunału środki zastosowanie przez Polskę, jak i Litwę są niezgodne z zasadą proporcjonalności.
Rzeczpospolita Polska została obciążona kosztami postępowania, a Litwa została zobowiązana do pokrycia własnych kosztów.

## Następstwa rozstrzygnięcia TSUE w Polsce
Pierwszym aktem prawnym po wydaniu wyroku przez Europejski Trybunał Sprawiedliwości uwzględniającym go, był wyrok Naczelnego Sądu Administracyjnego z dnia 8 lipca 2014 roku. Wskazywał on, że pomimo tego iż wyrok TSUE nie jest aktem bezpośrednio podlegającym implementacji, to jest on okolicznością umożliwiającą wznowienie postępowania o rejestracje auta przystosowanego do ruchu lewostronnego bądź do złożenia nowego wniosku o rejestrację pojazdu.
Ostatecznie problem rejestracji w Polsce aut z kierownicą po prawej stronie rozwiązany został rozporządzeniem Ministra Infrastruktury i Rozwoju z dnia 31 lipca 2015 roku zmieniającym rozporządzenie w sprawie warunków technicznych pojazdów oraz zakresu ich niezbędnego wyposażenia. Rozporządzenie umożliwiło zarejestrowanie pojazdu bez zasadniczych zmian w konstrukcji pojazdu, zastrzegając jednak niezbędne modyfikacje takie jak dostosowanie reflektorów świateł mijania i lusterek wstecznych, by pojazdy te nie stwarzały zagrożenia w ruchu.